# Американо-ангольские отношения
Американо-ангольские отношения — двусторонние дипломатические отношения между США и Анголой. 

## История

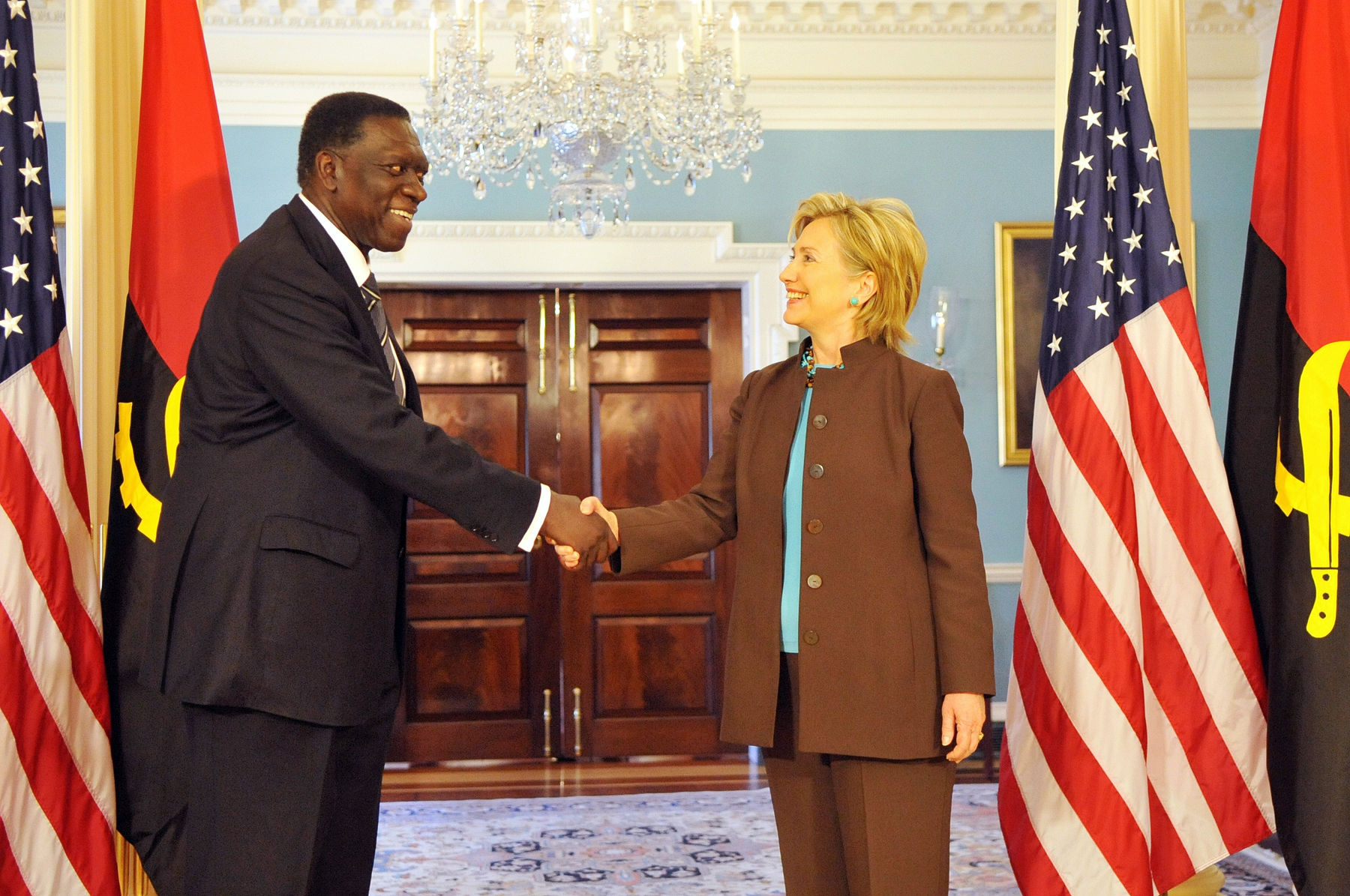
Хиллари Клинтон на встрече с министром иностранных дел Анголы Афонсу душ Анжушем в 2009 году.

В 1975 году Ангола стала независимой от Португалии, а в 1993 году установила дипломатические отношения с Соединенными Штатами. После обретения независимости, в Анголе разразилась 27-летняя гражданская война между двумя крупными группировками, одну из которых поддерживали Соединенные Штаты и ЮАР, а другую Советский Союз, Куба и Китай. В 2002 году война закончилась.
Ангола обладает сильными вооружёнными силами, вторыми по величине запасами нефти среди стран южнее Сахары и имеет большой сельскохозяйственный потенциал. Несмотря на это, две трети населения живут в бедности. Соединенные Штаты помогают Анголе удалить тысячи противопехотных мин, оставшиеся после гражданской войны. В 2009 году госсекретарь Хиллари Клинтон объявила Анголу «стратегическим партнёром» Соединённых Штатов, тем самым Ангола стала одним из трёх главных партнёров США на африканском континенте (двумя другими являются Нигерия и Южно-Африканская Республика).

## Торговля
Ангола является вторым по величине торговым партнером Соединенных Штатов в Африке южнее Сахары, в основном из-за экспорта нефти. Импорт США из Анголы: нефтепродукты и алмазы. Американский экспорт в Анголу: машины, самолёты и продукция чёрной металлургии. Соединенные Штаты и Ангола подписали соглашение о торговле и инвестициях, которое будет способствовать расширению товарооборота между двумя странами.